# Multi-system
 Ikke at forveksle med Elektro-dieseltraktion.
Et multi-system lokomotiv, også kendt som et multi-system elektrisk lokomotiv, multi-system Electric Multiple Unit (multi-system EMU) eller multi-systemstogsæt er et ellokomotiv eller elektrisk togsæt, som kan operere på tværs af jernbaner med flere forskellige elsystemer.
Øresundstoget er et eksempel for dette da det kører både i Danmark og Sverige. Toget kan således optage både dansk og svensk kørestrøm.